# Mariza Koch

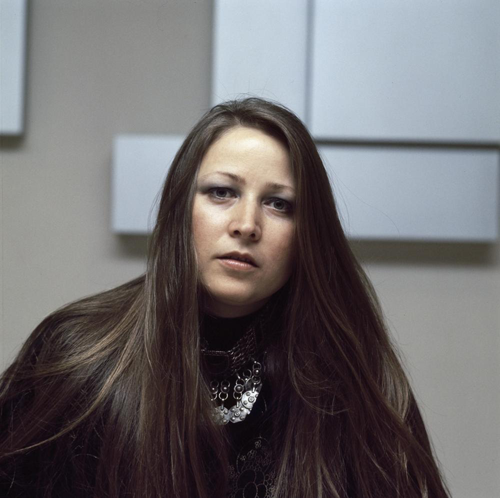
Mariza Koch (1976)

Mariza Koch (em grego: Μαρίζα Κωχ, Atenas, Grécia, 14 de Março de 1944) é uma cantora de música popular grega que gravou vários álbuns desde o início da sua carreira em 1971. No maior palco ela é mais lembrado por representar seu país no Festival Eurovisão da Canção 1976 com a canção Panayia Mou, Panayia Mou. 

## Biografia
Mariza Koch nasceu em Atenas em 1944, mas viveu na cidade natal de sua mãe em Santorini desde tenra idade. Seu pai era um alemão
De um modo off-beat mas original Mariza Koch iniciou sua carreira musical em 1971 com um álbum intitulado "Arabas". Ela consistia de uma coleção de canções folclóricas tradicionais gregas misturadas com batidas inusitadas de tradicionais e modernos eletrônicos sons instrumentais. Pode-se até chamar o som como folk rock. Por outro lado voz única Mariza tornou-se a peça central da música que em mais de uma ocasião não precisava de acompanhamento. Não importa o que se chamou, o álbum foi um sucesso retumbante. Mais álbuns se seguiram com o som eventualmente amadurecimento de volta para o povo original soa do passado, em que os instrumentos tradicionais são usados lá totalidade. O mais recente álbum de Koch incluídos elementos da música tradicional grega e Jazz Fusion. Em 14 de março de 2010, Alpha TV classificou Koch, o artista top-29 do sexo feminino no certificado era fonográfica do país (desde 1960).

## Discografia
- 1971 «Αραμπάς» Arampas
- 1973 «Μια στο καρφί και μια στο πέταλο» Mia sto karfi kai mia sto petalo
- 1976 «Παναγιά μου Παναγιά μου» Panagia mou , panagia mou
- 1977 «Άσε με να ταξιδέψω» Ase me na taksidepso
- 1978 «Μια εκδρομή με τη Μαρίζα» Mia ekdromi me tin Mariza
- 1978 «Ένα περιβόλι γεμάτο τραγούδια» Ena periboli gemato tragoudia
- 1979 «Αιγαίο» Aegeo
- 1981 «Ο Καθρέφτης» O kathreptis
- 1983 «Στο βάθος κήπος» Sto vathos kipos
- 1986 «Τα παράλια» Ta paralia
- 1988 «Εθνική Οδός» Ethniki Odos
- 1990 «Οι δρόμοι του μικρού Αλέξανδρου» I dromi tou mikrou Alexandru
- 1992 «Διπλή Βάρδια» Dipli Vardia
- «η γοργόνα ταξιδεύει τον μικρό Αλέξανδρο» I gorgona taxidevi ton mikro Aleksandro
- «μια εκδρομή με τις εννέα μούσες» Mia ekdromi me tis enea muses
- «σαν ουράνιο τόξο» San uranio toxo
- «να τα πούμε» Na ta pume
- «μια γιορτή με τη Μαρίζα» Mia giorti me tin Mariza
- «τα χρωματιστά τραγούδια» Ta chromatista tragudia
- 2002 «Διπλή Βάρδια» Dipli Vardia
- 2003 «Φάτα μοργκάνα» Fata Morgana
- 2004 «Ραντεβού στην Αθήνα» Randevou stin Athina
- 2004 «Πνοή του Αιγαίου» Pnoi tu Aegeu
- «Σ΄ αυτή την πόλη» S'avti tin poli
- «Το τροπάριο της Κασσιανής» To tropario tis kassianis
- «Τα παράλια» Ta paralia
- 2009 «Πάνω στη Θάλασσα εγώ τραγουδώ» Pano sti Thalassa ego tragudo